# 福島正則荼毘所跡

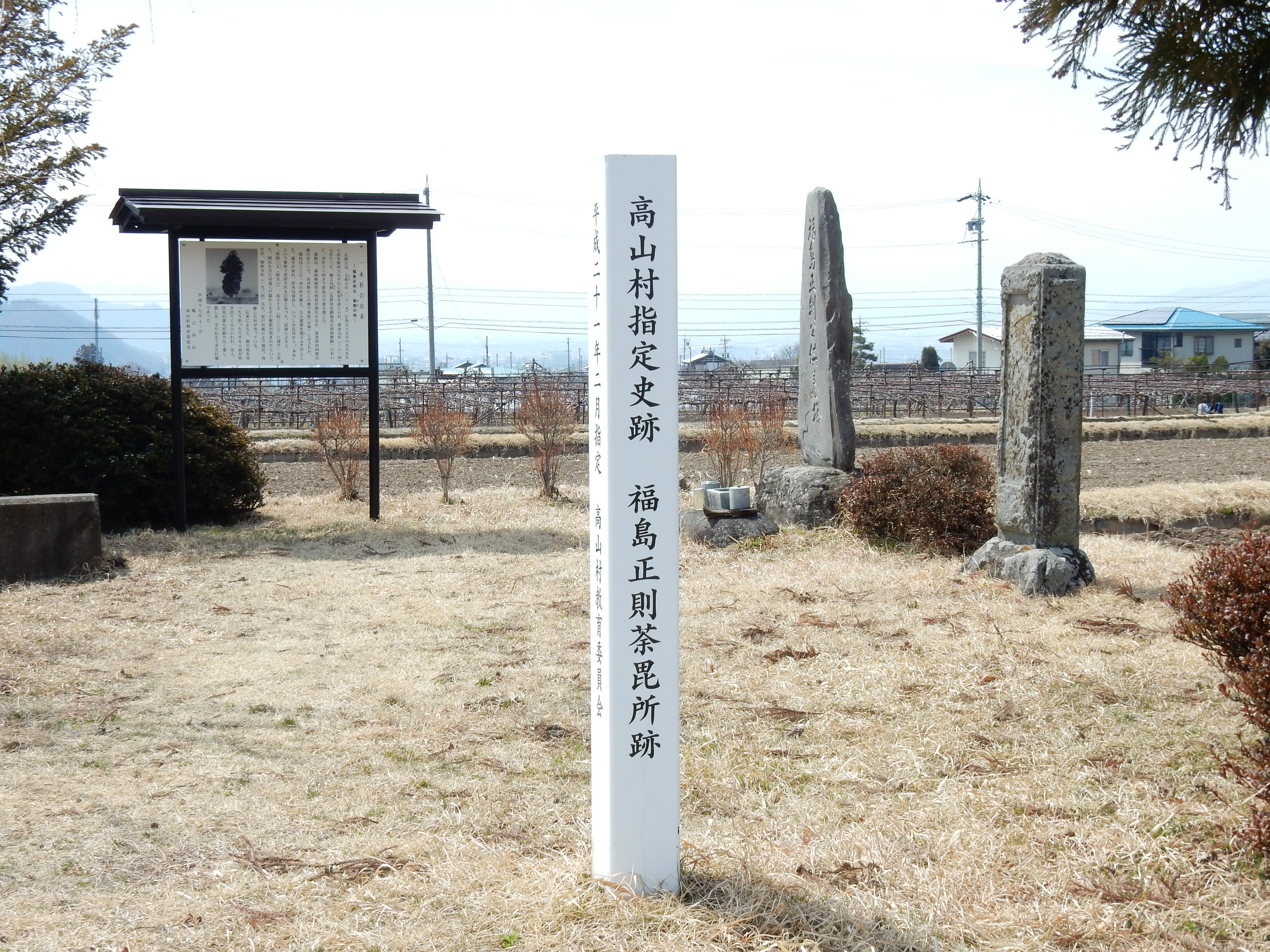
長野県高山村にある福島正則を荼毘に伏した所

福島正則荼毘所跡（ふくしままさのりだびじょあと）は、長野県高山村にある福島正則屋敷跡の北方向500ｍにある史跡。福島正則供養塔、杉の木、標柱、説明板からなる。高山村指定文化財。

## 概要
福島正則は広島50万石から信濃国高井野藩4万5千石に減封されて寛永元年（1624年）7月13日に死去。夏の暑い日であったため腐敗をおそれた（一説には自刃を隠すため）家臣により、この地で荼毘に付された。幕府の検死役が到着する前に火葬にした責任を問われて家禄は没収された。
福島正則の墓所は、岩松院（小布施）、妙心寺（京都）、 不動院（広島）など全国5カ所にある。

## 一本杉
荼毘所跡には1本の杉が植えられ、高さ30ｍ周囲9ｍを越す大木となった。この杉は、「一本杉」とよばれ、「杉の木に傷をつけると血が噴出す」と長い間村人の間に伝承され、大切にされてきたが、昭和9年の室戸台風で倒壊した。現在ある杉の木はその後植えられたものである。

## 所在地
長野県上高井郡高山村大字高井堀之内

## 交通アクセス
- JR長野駅 長野電鉄長野駅から須坂駅、長電バス堀之内下車、徒歩3分

## 周辺観光スポット
- 福島正則屋敷跡
- 正則公霊廟（岩松院）
- 信州高山温泉郷
- 山田温泉キッズスノーパーク（山田温泉スキー場）
- YAMABOKUワイルドスノーパーク（山田牧場スキー場）
- 山田温泉
- 五色温泉
- 七味温泉
- 松川渓谷
- 雷滝
- 八滝
- 高山村五大桜　シダレザクラ（枝垂れ桜）（村内各地）
- 歴史公園信州高山一茶ゆかりの里一茶館

## 参考
- 『写真が語る高井の歴史』高井郷土史刊行会、平成6年